# 富岡老街

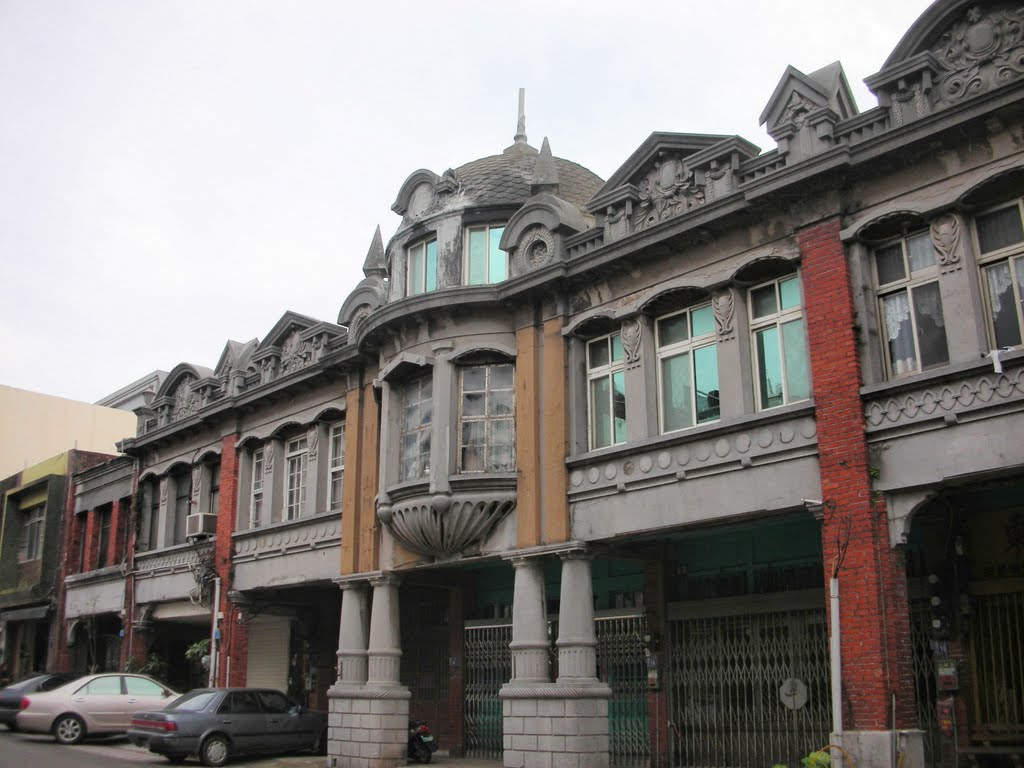
富岡老街代表建築-呂家聲宅。2001年被選為桃園縣歷史建築十景之一。

富岡老街位於台灣桃園市楊梅區，範圍大致位於現今富岡車站前的中正路、信義街、富源路、新明街、中華街與成功路。

## 歷史
富岡舊名“伯公岡”，日治时期的1929年（昭和4年）縱貫鐵路北移後，因經過富岡台地，而設立伯公岡站，之后當地才形成市街。富岡老街上的店屋至今仍保持著肇建初期的基本架構，其中又以中正路12到20號的呂家聲宅最具特色。